# Muzeum Policie České republiky
Muzeum Policie České republiky v Praze se nachází v areálu bývalého kláštera v Praze-Karlově. 

## Historie
Roku 1960 budovy augustiniánského kláštera na Karlově získalo ministerstvo vnitra a byl zde umístěn archiv. Zhruba od poloviny šedesátých let 20. století je část areálu využívána pro muzejní účely. Nejprve bylo zřízeno Muzeum Pohraniční stráže, které bylo roku 1973 přetvořeno v Muzeum Sboru národní bezpečnosti a vojsk ministerstva vnitra. 
V roce 1990 bylo na stejném místě zřízeno Muzeum Policie České republiky. Toto muzeum má za cíl dokumentovat a prezentovat historii, vývoj a činnost bezpečnostních sborů na území Česka a bývalého Československa.

## Sbírky muzea

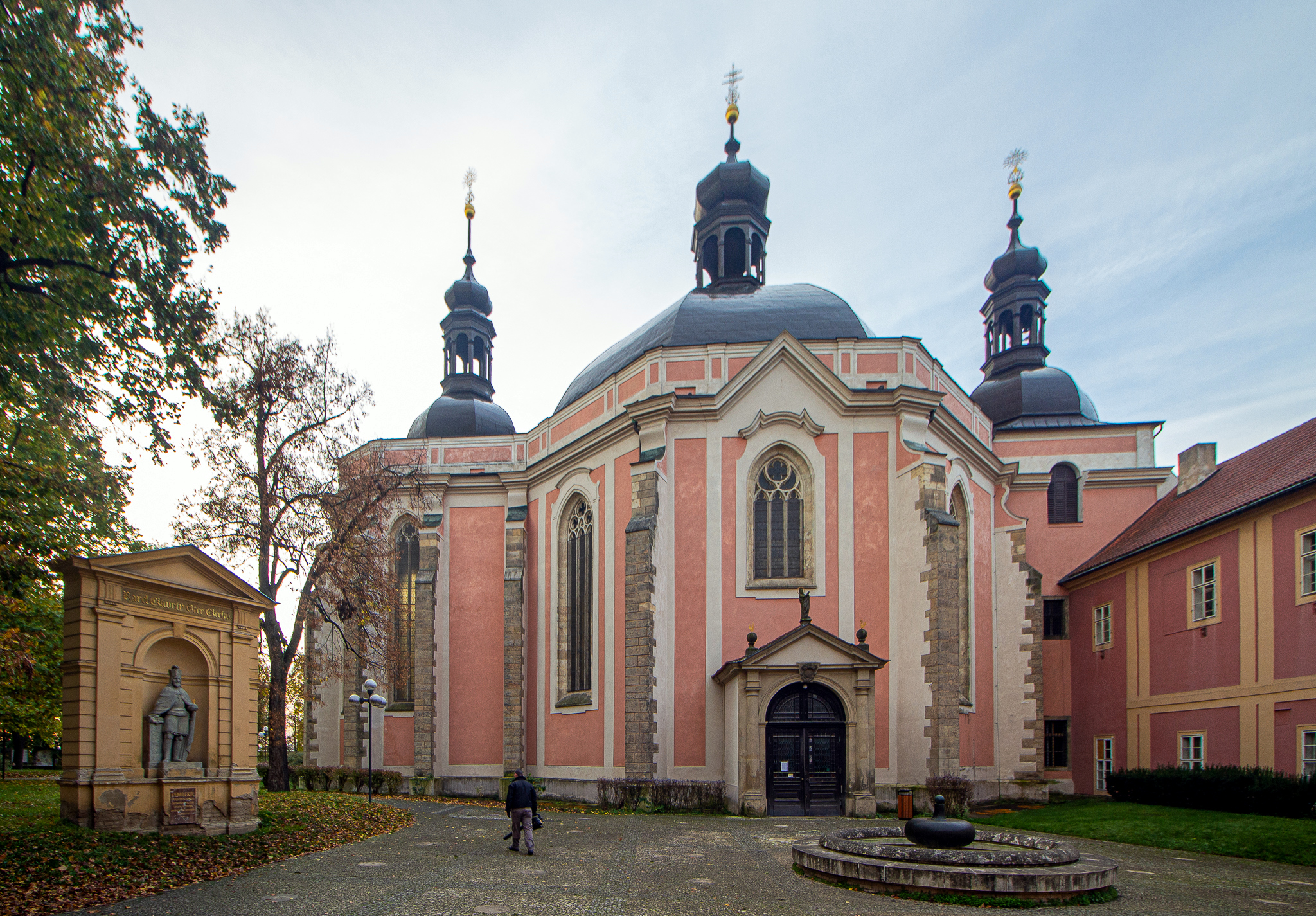
Kostel Nanebevzetí Panny Marie a svatého Karla Velikého a vpravo budovy policejního muzea

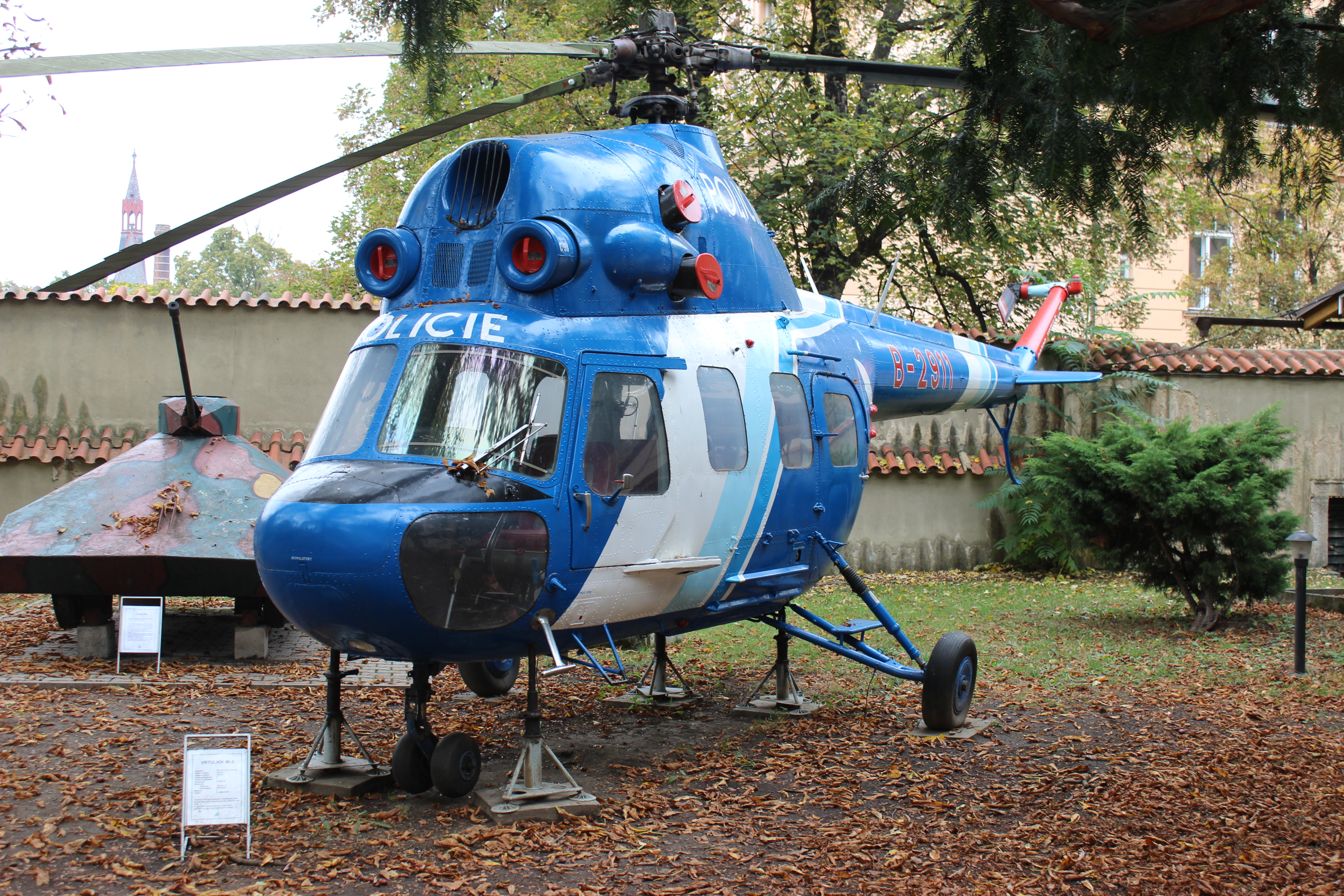
Vrtulník Mi-2 v zahradě muzea

První část expozic muzea se nachází v křížové chodbě bývalého kláštera a je věnována historii četnictva a policie na českém území v letech 1850–1938. V dalších částech expozice muzea se popisuje činnost četnictva za druhé světové války a vývoji po druhé světové válce. V patře a v přilehlých sálech jsou další expozice věnované například kriminalistice, ochraně hranic, protidrogové problematice, problematice dopravní policie či operativní technice používané různými útvary policie a Sboru národní bezpečnosti.
Další rozsáhlé prostory jsou věnovány krátkodobým či dlouhodobým výstavám. V přilehlém venkovním dvoře muzea jsou vystaveny velké exponáty, mezi nimi například vrtulník Mi-2 používaný Policií ČR a několik vozidel v minulosti využívaných Veřejnou bezpečností či policií.

## Uspořádání
Ředitelem muzea je plk. v. v. Mgr. Radek Galaš.